# Barbara Sidney, Condessa de Leicester
Barbara Sidney, Condessa de Leicester (nascida Barbara Gamage; Castelo Colty, 1563 — Penshurst, 24 de maio de 1621) foi uma nobre e herdeira galesa. Ela foi condessa de Leicester pelo seu casamento com Robert Sidney, 1.º Conde de Leicester.

## Família
Barbara foi a única filha de John Gamage de Glamorgan, e de Wenllian verch Thomas, também chamada de Gwenllian Powell. Os seus avós paternos eram Sir Robert Gamage e Jane Champernowne. Os seus avós maternos são desconhecidos.

## Biografia
Quando seu pai morreu, Barbara ficou sob a custódia do tio, Sir Edward Stradling. Devido a imensa fortuna que possuía, a jovem atraía muitos pretendentes pela sua mãe em casamento, porém, a rainha Isabel I de Inglaterra ordenou que a garota fosse levada até a corte real onde seu futuro seria decidido. Aparentemente, ela teria convencido seu guardião a arranjar um casamento imediatamente com Robert Sidney, filho de Sir Henry Sidney e de Mary Dudley, e irmão do poeta Philip Sidney. Isto foi feito, e eles se casaram na capela do Castelo de St. Donat's, em 23 de setembro de 1584, quando ambos tinham aproximadamente 21 anos. Horas depois da cerimônia, propositalmente ou não, teria chegado um mensageiro com a carta da rainha proibindo a união.
O casal teve onze filhos, quatro meninos e seis meninas. Eles viveram principalmente em Baynard's Castle, em Londres, e em Penshurst Place, em Kent.
O casal foi feliz, prova disto é que Robert escreveu mais de 300 cartas para a esposa, entre os anos de 1588 e 1621, além de Barbara ter sido uma esposa leal e afetuosa.
Em 1585 e 1586, Barbara provavelmente acompanhou o marido até os Países Baixos. Ela esteve ao seu lado em Flessingue, nos anos de 1590, 1592 e de 1597 a 1598, quando ele ocupou a posição de governador do local.
Em 1618, eles se tornaram conde e condessa de Leicester.
A condessa faleceu em 24 de maio de 1621, com cerca 58 de anos de idade. Foi enterrada em Penshurst, em 26 de maio. Sua morte causou a extinção da linhagem principal da família Gamage.
O conde ainda se casou com Sarah Blount em 1625, mas não teve mais filhos. Sidney faleceu em julho de 1626.

## Descendência
- Sir William Sidney (10 de novembro de 1590 – 3 de dezembro de 1612), estudou em Christ Church, em Oxford. Não se casou e nem teve filhos. Morreu devido a varíola;
- Henry Sidney;
- Phillip Sidney;
- Mary Sidney (18 de outubro de 1586/87 – 1621), autora da obra de ficção Countess of Montgomerie's Urania. Foi esposa de Sir Robert Wroth, mas não teve filhos;
- Robert Sidney, 2.º Conde de Leicester (1 de dezembro de 1595 – 2 de novembro de 1677), sucessor do pai e um membro do Parlamento. Foi marido de Dorothy Percy, com quem teve sete filhos;
- Catherine Sidney (n. c. 1597), foi casada com Sir Lewis Mansel, 2.º Baronete Mansel. Sem descendência;
- Philippa Sidney (c.1597 – 24 de setembro de 1620), esposa de Sir John Hobart, 2.º Baronete Hobart de Intwood, com quem teve uma filha;
- Barbara Sidney (1599/1600 – 1635), esposa de Thomas Smythe, 1.º Visconde Strangford, com quem teve uma filha;
- Dorothy Sidney (c. 1600);
- Elizabeth Sidney;
- Bridget Sidney.